# Mafube Local Municipality
Mafube (englisch Mafube Local Municipality) ist eine Lokalgemeinde (Local municipality) im Distrikt Fezile Dabi, Provinz Freistaat in Südafrika. Der Sitz der Gemeindeverwaltung befindet sich in Frankfort.
Der Name ist ein Sesothowort für Dämmern des neuen Tages. Er soll das Heraufdämmern einer neuen Ära für die Gemeinde symbolisieren.

## Städte und Orte
- Cornelia
- Frankfort
- Tweeling
- Villiers

## Bevölkerung
Im Jahr 2011 hatte die Gemeinde 57.876 Einwohner in 16.460 Haushalten auf einer Gesamtfläche von 3971,30 km². Davon waren 91,9 % schwarz, 7 % weiß und 0,6 % Coloured. Für 2016 wird als Einwohnerzahl 57.574 angegeben. Erstsprache war zu 63,8 % Sesotho, zu 20,6 % isiZulu, zu 8,2 % Afrikaans, zu 1,7 % isiXhosa und zu 1,3 % Englisch.